# 오드리 헵번
오드리 헵번(영어: Audrey Kathleen Hepburn, 1929년 5월 4일 ~ 1993년 1월 20일)은 영국의 배우이자 자선가였다. 본명은 오드리 캐슬린 러스턴(영어: Audrey Kathleen Ruston)이며, 할리우드의 황금시대에서 영화와 패션의 아이콘으로 활동했다. 미국 영화 연구소가 선정한 여성 배우 중 스크린 전설 3위에 랭크되었고, 베스트 드레서 부문 명예의 전당 여성 배우로 헌액되었다.
브뤼셀의 익셀에서 태어난 그녀는 어린 시절을 벨기에, 영국 및 네덜란드에서 보냈다. 암스테르담에서 소니아 가스켈과 발레를 공부한 후 1948년 런던으로 건너가 마리 램버트와 발레 수업을 계속했다. 그후 웨스트 엔드(West End) 뮤지컬 극장에서 코러스 걸로 활동했다.
몇몇 영화에서 단역으로 출연한 후, 프랑스의 소설가 시도니 가브리엘 콜레트의 주목을 받았다. 1945년에 발표된 콜레트의 소설 지지(Gigi)를 원작으로 한 1951년의 브로드웨이 연극에서 주연을 맡았다. 이후 《로마의 휴일》(1953)에서 주연(앤 공주 역)을 맡아 일약 스타덤에 올랐다. 아카데미상, 골든 글로브상 및 BAFTA상을 수상한 첫 번째 배우였다. 같은 해 헵번은 장 지로두의 희곡을 바탕으로 한 연극 옹딘에서 토니상 연극부문 여우주연상을 받았다. 《사브리나》 (1954), 《파계》 (1959), 《티파니에서 아침을》 (1961), 《셔레이드》(1963), 《마이 페어 레이디》 (1964), 《어두워질 때까지》 (1967)와 같은 성공적인 여러 영화에 출연했다. 아카데미상, 골든 글로브 및 BAFTA (영국 아카데미 영화상) 후보에 지명되었다. 1967년까지 BAFTA 시상식에서 여우주연상을 세 번 받았다. 영화에서의 경력을 인정받아 BAFTA에서 평생 공로상, 세실 B. 드밀 상(Golden Globe Cecil B. DeMille) , 미국 배우 조합상 공로상 및 토니상 특별상(Special Tony Award)을 수상했다. 아카데미상, 에미상, 그래미상 및 토니상을 받은 12명 중 한 명이다.
1970년대에 들면서 헵번은 적은 수의 영화에 출연했으며 나중에 말년의 삶 대부분을 유니세프에 헌신했다. 1954년부터 조직에 기여했으며 1988년부터 1992년까지 아프리카, 남아메리카, 아시아의 가장 가난한 나라의 공동체에서 일을 했다. 1992년 12월 유니세프 친선대사로 활동하면서 미국 대통령 훈장을 받았다. 1개월 후 스위스의 자택에서 대장암으로 투병 끝에 사망했다. 1989년에 햅 역으로 출연했던 《영혼은 그대 곁에》(원제: Always)가 그녀의 유작(마지막 작품)이 되었다.

## 전반부

### 유년기

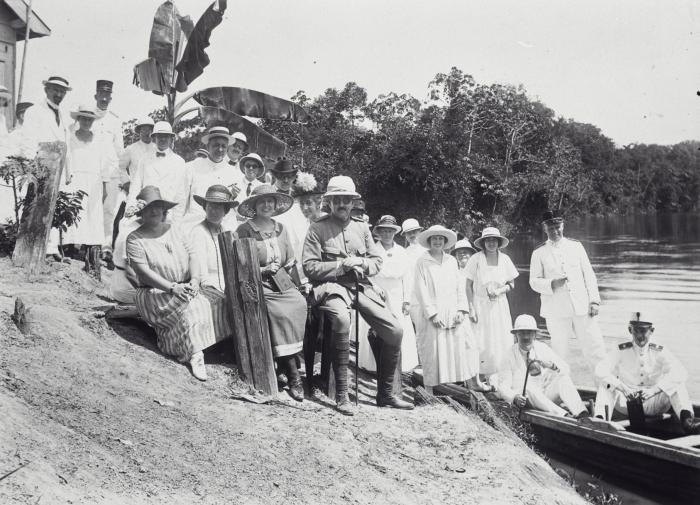
헵번의 할아버지 아르나우트 판 헤임스트라는 네덜란드령 기아나 식민지의 총독.

오드리 캐슬린 러스턴은 1929년 5월 4일 벨기에 브뤼셀의 익셀 지역 케이엔벨트 거리 48번지에서 태어났다. 가족들 사이에서는 아드리안체라는 애칭으로 불렸다. 오드리 헵번의 어머니 엘라 판 헤임스트라 남작 부인(1900~1984)은 네덜란드 귀족 출신이었다. 엘라는 1910년부터 1920년까지 아른헴 시장, 1921년부터 1928년까지 네덜란드령 기아나(現 수리남)의 총독을 지낸 아르나우드 판 헤임스트라 남작과, 디르크 판 호헨도르프 백작의 손녀인 엘브리흐 빌레미네 헨리에타 판 아스베크 남작 부인의 딸이었다.
엘라는 19세에 네덜란드령 동인도 바타비아(現 인도네시아 자카르타)에서 석유 회사 간부였던 헨드릭 구스타프 아돌프 콰를레스 판 우포르트 욘커와 결혼하였다. 부부는 바타비아에 거주하였으며, 1925년 이혼하기 전까지 두 아들을 두었다. 장남 아르나우드 로베르트 알렉산더 콰를레스 판 우포르트(1920~1979)와 차남 이안 에드거 브루스 콰를레스 판 우포르트(1924~2010)이다.
오드리 헵번의 아버지 조지프 빅터 앤서니 러스턴(1889–1980)은 오스트리아-헝가리 제국 보헤미아 지역의 아우슈비츠에서 태어난 영국 국적자였다. 그는 영국과 독일-오스트리아 혈통을 지닌 빅터 존 조지 러스턴과, 슬로바키아의 코바르체에서 태어난 독일-오스트리아계 여성 안나 율리아나 프란치스카 카롤리나 벨스 사이에서 태어났다.
조지프 러스턴은 1923년부터 1924년까지 네덜란드령 동인도 세마랑에서 영국 명예영사로 근무했으며, 헵번의 어머니와 결혼하기 전에는 네덜란드 상속녀 코르넬리아 비숍과 결혼한 경력이 있었다. 그는 이후 자신의 성을 더 귀족적으로 보이기 위해 "헵번-러스턴"으로 개명했는데, 이는 엘라의 권유였을 가능성이 있으며, 그가 자신이 제4대 보스웰 백작 제임스 헵번의 후손이라고 잘못 믿었기 때문이라는 이야기도 있다.
헵번의 부모는 1926년 바타비아에서 결혼하였다. 당시 조지프는 무역회사에 근무하고 있었으며, 결혼 후 부부는 유럽으로 이주하였다. 그는 곧 영국 런던의 주석 무역회사인 맥레인, 왓슨 앤 컴퍼니에서 일하게 되었다고 알려져 있다. 1년간 런던에 거주한 후, 그는 브뤼셀 지사 설립 업무를 맡아 부부는 브뤼셀로 이사하였다. 이후 가족은 브뤼셀, 아른헴, 헤이그, 런던을 오가며 3년간 거주지를 이동하였고, 1932년 브뤼셀 교외 지역인 링크베크에 정착하였다. 헵번의 어린 시절은 보호받으며 특권적인 환경 속에서 자랐다. 아버지의 직업으로 인해 가족은 세 나라를 오가며 생활하였고, 이는 헵번의 다국적 배경 형성에 영향을 주었다.
1930년대 중반, 헵번의 부모는 영국 파시스트 연합을 후원하며 모금 활동에 참여하였다. 엘라는 아돌프 히틀러를 직접 만나기도 했으며, 그를 호의적으로 묘사하는 글을 B.U.F.를 위해 집필하였다. 그러나 1935년 조지프는 브뤼셀에서의 언쟁 끝에 가족을 갑작스럽게 떠났고, 런던으로 이주하여 더욱 극단적인 파시즘 활동에 몰두하게 된다. 그는 이후 헵번을 다시 찾지 않았다.
같은 해, 엘라는 딸과 함께 아른헴의 친정으로 거처를 옮겼으며, 두 아들 알렉스와 이안은 헤이그의 친척 집에 보내졌다. 조지프는 딸이 영국에서 교육받기를 원하였고, 이에 따라 1937년 헵번은 영국 켄트 지역의 엘햄이라는 마을의 소규모 사립학교에 보내져, "오드리 러스턴" 혹은 "리틀 오드리"라는 이름으로 교육을 받았다. 그녀의 부모는 이듬해인 1938년 공식적으로 이혼하였다.
오드리 헵번은 이후 삶에서 어린 시절 부모의 이혼이 끼친 영향에 대해 자주 언급하였으며, "아이에게 부모 둘 다 필요하다"며, 아버지의 갑작스러운 이탈을 "내 인생에서 가장 충격적인 사건"이라 표현하기도 했다. 1960년대 헵번은 적십자를 통해 아일랜드 더블린에 거주 중인 아버지를 찾아 다시 연락을 취하였으며, 그의 죽음까지 경제적으로 지원을 아끼지 않았다. 그러나 아버지는 끝내 감정적으로는 딸과의 관계를 맺지 않았다.

### 제2차 세계대전 이후
1939년 9월 영국이 독일에 전쟁을 선포하자 헵번의 어머니는 제1차 세계대전 당시와 마찬가지로 네덜란드가 중립을 유지하고 독일의 공격을 피할 수 있을 것이라는 희망을 품고, 딸을 데리고 다시 아른헴으로 돌아왔다. 그곳에서 헵번은 1939년부터 1945년까지 아른헴 음악원(콘서버토리)에 다녔다. 그녀는 기숙학교에 다니던 마지막 해부터 발레 수업을 시작했으며, 아른헴에서는 윈야 마로바 밑에서 훈련을 이어갔고, 그녀의 '수석 제자'로 인정받았다.
1940년 독일이 네덜란드를 침공한 이후, 헵번은 '영국식 이름'이 점령 상황에서 위험하게 여겨졌기 때문에 '에다 판 헤임스트라'라는 이름을 사용했다. 그녀의 가족은 독일 점령기에 깊은 영향을 받았으며, 훗날 헵번은 "만약 우리가 점령이 5년이나 갈 거라는 걸 알았다면, 모두 총을 쏘아 자살했을지도 몰라요. 우리는 그저 '다음 주면 끝나겠지… 6개월쯤? 내년쯤엔 끝나겠지…' 하며 버텼던 거예요"라고 회상했다.
1942년에는 외삼촌 오토 판 림뷔르흐 스티럼(Otto van Limburg Stirum, 어머니의 언니 미시에의 남편)이 저항군의 사보타주 행위에 대한 보복으로 독일군에 의해 처형당했다. 그는 그 사건에 직접 가담하지 않았지만, 네덜란드 사회 내에서 그의 가문이 갖는 높은 위상 때문에 보복 대상이 된 것이었다. 이 사건은 이전까지 나치즘에 어느 정도 동조했던 헵번의 어머니의 태도에 결정적인 변화를 가져왔다.
헵번의 이복형 이안은 독일 베를린으로 강제 징용되어 노동 수용소로 보내졌고, 또 다른 이복형 알렉스는 같은 운명을 피하기 위해 은신 생활에 들어갔다.
삼촌이 사망한 이후, 헵번과 어머니 엘라, 이모 미시에는 아른헴을 떠나 근처 벨프에 거주하던 외조부 아르나우드 판 헤임스트라 남작과 함께 살게 되었다. 이 무렵 헵번은 네덜란드 저항운동을 위한 자금 모금을 목적으로 무언의 무대에서 발레 공연을 펼쳤다고 전해진다.
오랫동안 헵번이 네덜란드 레지스탕스 활동에 직접 참여했다고 여겨졌으나, 2016년 하르텐스타인 공수 박물관은 광범위한 조사 끝에 그녀가 그러한 활동에 직접 참여했다는 구체적인 증거는 발견되지 않았다고 밝혔다. 그러나 2019년 로버트 매첸이 출간한 저서에 따르면, 헵번 본인의 증언을 바탕으로 그녀는 비밀리에 공연을 열어 저항운동 자금을 마련했고, 지하 신문을 배포하며, 벨프 북부 숲에 숨은 연합군 조종사들에게 메시지와 식량을 전달했다고 한다.
또한 헵번은 벨프 지역 저항운동의 거점이 된 병원에서 자원봉사를 했으며, 아른헴 전투 당시 가족이 영국 낙하산 부대를 집에 잠시 숨겨주었다고 증언한 바 있다. 매첸은 헵번이 영국 낙하산 병을 포함한 저항군에게 전달하는 연락책 역할도 했다고 주장하였다.
그 외에도 헵번은 유대인들이 강제수용소로 이송되는 장면을 직접 목격한 충격적인 기억을 간직하고 있었다. 그녀는 훗날 "여러 번 역에서 유대인들이 열차에 실려 가는 걸 봤어요. 짐칸 위로 보이는 수많은 얼굴들… 아주 뚜렷하게 기억나는 장면은, 너무 창백하고 금발에 큰 외투를 입은 한 소년이 부모와 함께 승강장에 서 있다가 기차에 올라탔던 모습이에요. 저는 아이였고, 다른 아이를 바라보고 있었던 거죠."라고 회고하였다.
1944년 연합군이 노르망디에 상륙(D-Day)한 이후, 점령하던 독일군은 네덜란드 철도 파업에 대한 보복으로 민간인들에게 배급되던 식량과 연료 공급을 더욱 제한하거나 차단하였고, 이로 인해 상황은 더욱 악화되었다. 아른헴은 마켓 가든 작전 중 심각한 피해를 입었다.
1944–45년 겨울 동안 벌어진 네덜란드 대기근 당시, 헵번의 가족은 튤립 구근을 갈아 밀가루처럼 사용하여 빵과 비스킷을 만들어 연명했으며, 이는 탄수화물 섭취를 위한 대안 식품이었다. 당시 네덜란드 의사들은 튤립 구근을 활용한 요리법을 국민들에게 제공하기도 했다.
기근과 영양실조의 영향으로, 전쟁이 끝난 후 헵번은 황달, 빈혈, 부종, 호흡기 감염 등의 심각한 질병을 앓게 되었다. 1945년 10월, 어머니 엘라는 과거 전쟁포로로 억류 중이던 시절부터 편지를 주고받았던 영국 육군 장교 미키 번에게 도움을 요청하는 편지를 보냈고, 그는 수천 개비의 담배를 보내왔다. 엘라는 이를 암시장에 팔아 얻은 수익으로 헵번의 생명을 구한 페니실린을 구입할 수 있었다.
점령기 동안 판 헤임스트라 가문의 재산 상황은 크게 악화되었으며, 가족의 주요 저택이었던 아른헴의 본가를 포함해 많은 자산이 훼손되거나 파괴되었다.

## 연예 경력

### 발레 수학과 초기 연기 활동

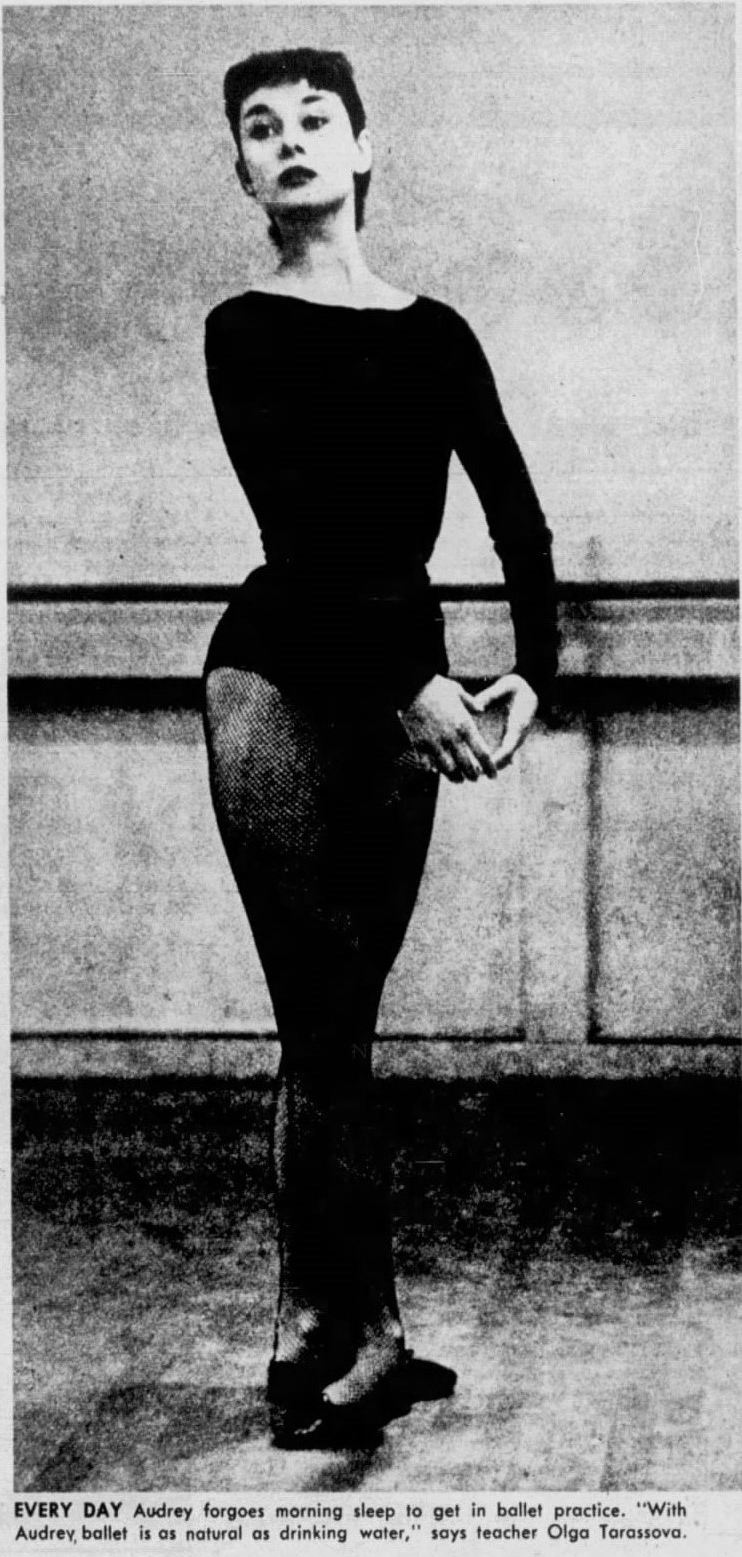
신문 기사 발췌, 1952년 3월 9일

1945년 전쟁이 끝난 후, 헵번은 어머니와 형제들과 함께 암스테르담으로 이주하였다. 그곳에서 그녀는 네덜란드 발레계의 거장이자 지도자인 소냐 가스켈과 러시아 출신 교사 올가 타라소바로부터 본격적인 발레 훈련을 받기 시작하였다.
가문의 재산을 대부분 잃은 상황에서, 어머니 엘라는 생계를 유지하기 위해 부유한 집안의 요리사이자 가정부로 일하며 가족을 부양하였다.
헵번은 1948년 찰스 판 더 린덴과 헨리 조셉슨이 제작한 교육용 여행 영화 《네덜란드어로 배우는 일곱 가지 수업》에서 비행기 승무원 역할로 출연하며 영화계에 데뷔하였다.
그해 말, 헵번은 런던의 노팅힐에 위치한 발레 람베르에서 장학생으로 선발되며 런던으로 이주하였다. 그녀는 생계를 위해 파트타임 모델로 일하며 자신을 부양했고, 이 무렵부터 성에서 러스턴을 빼고 단순히 오드리 헵번이라는 이름을 사용하기 시작했다.
헵번은 발레 람베르 측으로부터 "재능은 있지만, 키와 전쟁 중 영양실조의 후유증으로 인한 허약한 체질로 인해 프리마 발레리나의 지위는 어려울 것"이라는 말을 들었다. 이에 따라 그녀는 발레리나의 꿈을 접고 연기 활동에 집중하기로 결심했다.
그녀의 어머니 엘라는 생계를 위해 허드렛일을 하며 딸을 뒷바라지했고, 헵번은 런던 웨스트엔드의 뮤지컬 쇼에서 코러스 걸로 무대에 오르기 시작했다. 1948년 런던 히포드롬에서 공연된 《하이 버튼 슈즈》에 출연했고, 이후 1949년과 1950년에는 캠브리지 극장에서 공연된 세실 랜도의 《소스 타르타르》와 《소스 피캉트》에 연달아 출연하였다. 또한 1950년에는 런던의 유명 나이트클럽 시로에서 열린 야심찬 뮤직 쇼 《서머 나이츠》에 무용수로도 참여하였다.
연극 활동 중, 헵번은 배우 펠릭스 에일머에게 발성 교습을 받아 목소리 훈련을 받기도 했다. 《소스 피캉트》에 출연하던 중, 일링 스튜디오의 캐스팅 디렉터 마거릿 하퍼-넬슨의 눈에 띄어, 영국의 영화사 ABPC와 프리랜서 계약을 맺게 되었다.
이후 그녀는 BBC 텔레비전 연극 《더 사일런트 빌리지》에 출연하였으며, 1951년에는 《One Wild Oat》, 《Laughter in Paradise》, 《Young Wives' Tale》, 《The Lavender Hill Mob》 등 여러 영화에 단역으로 출연하였다. 그녀는 1952년 소로울드 디킨슨(Thorold Dickinson)의 영화 《Secret People》에서 발레 천재 역할로 처음으로 주요 조연을 맡았고, 해당 작품에서는 모든 발레 장면을 직접 소화하였다.
그 후 헵번은 1952년 모나코 몬테카를로에서 촬영된 이중언어 영화 《몬테카를로 베이비》에 소역으로 출연하였다. 공교롭게도 이 영화의 촬영 당시 프랑스 소설가 콜레트는 몬테카를로의 파리 호텔에 머물고 있었고, 우연히 헵번을 보고 그녀를 브로드웨이 연극 《지지》의 주연으로 캐스팅하기로 결심하였다.
헵번은 무대에서 대사를 해본 경험이 전무했기 때문에, 리허설에 들어가기 전 개인 교습을 받아야 했다. 1951년 11월 24일, 뉴욕의 풀턴 극장에서 《지지》가 초연되었고, 프랑스 영화 원작에 비해 무대 각색이 부족하다는 일부 비판에도 불구하고, 헵번은 연기력으로 극찬을 받았다. 잡지 라이프를 통해 그녀를 "성공적인 신예"라고 평했고, 뉴욕 타임스는 "그녀의 매력과 분위기가 완벽하여, 그날 밤의 주인공은 단연 그녀였다"고 평했다. 이 작품으로 헵번은 시어터 월드 어워드를 수상하기도 했다.
이 연극은 1952년 5월 31일까지 총 219회 공연되었으며, 이후 1952년 10월 13일부터 피츠버그를 시작으로 클리블랜드, 시카고, 디트로이트, 워싱턴 D.C., 로스앤젤레스를 거쳐 1953년 5월 16일 샌프란시스코에서 투어 공연을 마무리하였다.

### 《로마의 휴일》과 스타덤의 시기

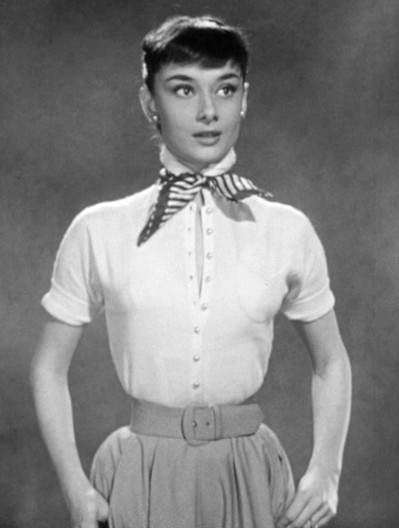
헵번이 《로마의 휴일》(1953)의 스크린 테스트에 참여한 장면으로, 이 장면은 영화 홍보 자료도 활용

오드리 헵번은 1953년 영화 《로마의 휴일》에서 유럽의 공주 앤(Ann) 역을 맡아 첫 주연을 맡았다. 그녀는 왕실의 통제에서 벗어나 자유로운 하룻밤을 보내는 공주로, 미국인 기자(그레고리 펙 분)와 함께 로마 시내를 모험하며 이야기가 전개된다.
이전 작품 《Secret People》의 촬영이 마무리되고 시사회가 열리기 전인 1951년 9월 18일 감독 소로울드 디킨슨은 헵번의 스크린 테스트 영상을 제작하여 당시 《로마의 휴일》을 준비 중이던 윌리엄 와일러 감독에게 보냈다. 와일러는 이에 감명받아 디킨슨에게 감사의 편지를 보냈고, “테스트를 본 후 파라마운트의 여러 제작자들이 그녀를 캐스팅하고 싶다는 의사를 밝혔다”고 전했다.
당초 영화 제작진은 엘리자베스 테일러를 주인공으로 염두에 두고 있었지만, 와일러는 헵번의 테스트 영상에 깊은 인상을 받아 그녀를 주연으로 발탁하였다. 그는 훗날 “그녀는 내가 찾던 모든 것을 갖추고 있었다. 매력, 순수함, 재능… 그리고 유머 감각까지. 정말 마법처럼 매력적인 사람이었고, 우리는 ‘바로 이 사람이야!’라고 외쳤다”고 회상하였다.
원래 이 영화의 타이틀에는 그레고리 펙의 이름만 단독으로 큼직하게 표기되고, 아래에 ‘Introducing Audrey Hepburn’이라는 문구가 작게 들어갈 예정이었다. 그러나 펙은 와일러 감독에게 “이건 바꿔야 해요. 헵번은 곧 큰 스타가 될 테고, 그대로 두면 내가 큰 바보처럼 보일 거예요”라며 그녀의 이름을 동등한 크기로, 타이틀 앞에 함께 올리자고 제안하였다.
《로마의 휴일》은 흥행과 비평 양면에서 큰 성공을 거두었으며, 헵번은 이 작품으로 예상치 못하게 아카데미 여우주연상, 영국 아카데미상 여우주연상, 골든 글로브 드라마 부문 여우주연상을 모두 수상하였다.
《뉴욕 타임스》의 평론가 A. H. 와일러는 "완전히 신인은 아니지만, 공주 앤으로 처음 주연을 맡은 오드리 헵번은 가냘프고 요정 같은, 그리고 어딘가 애수 어린 아름다움을 지녔다. 새롭게 발견한 소박한 기쁨과 사랑에 대한 깊은 감사를 표현하는 그녀는 때로는 고귀하고 때로는 어린아이 같다. 비록 그 사랑의 끝을 용감하게 받아들이며 웃고는 있지만, 그녀는 답답한 미래를 앞에 둔 채 외롭게 남겨진 안타까운 존재로 남는다"고 평가하였다.
헵번은 《로마의 휴일》의 성공 이후 파라마운트와 7편의 영화 출연 계약을 체결하였다. 계약 조건에는 영화 촬영 사이에 12개월의 공백 기간을 두어 그녀가 무대 연기에 집중할 수 있도록 배려하는 조항이 포함되어 있었다.
1953년 9월 7일, 그녀는 《타임》지 표지를 장식하였으며, 그 무렵부터 그녀는 독창적이고 세련된 패션 감각으로도 주목받기 시작했다.
《로마의 휴일》에 이은 차기작으로, 헵번은 1954년 빌리 와일더 감독의 낭만적인 신데렐라풍 코미디 영화 《사브리나》에 출연했다. 이 작품에서 그녀는 부유한 집안의 두 형제(험프리 보가트와 윌리엄 홀든 분)가 사랑에 빠지는, 운전기사의 순수한 딸 '사브리나'를 연기했다.
헵번은 이 작품으로 1954년 아카데미 여우주연상 후보에 올랐으며, 같은 해 영국 아카데미상 여우주연상을 수상하였다.
《뉴욕 타임스》의 평론가 보슬리 크로더는 그녀에 대해 "그렇게 여리고 가냘픈 체구 안에 놀랍도록 섬세하고 감동적인 표현의 폭을 지닌 젊은 여배우"라며, "작년 공주 역보다 이번 하녀의 딸이자 사랑받는 존재로서의 모습이 더욱 빛난다. 그 이상 더할 말이 없다"고 평하였다.
1955년에는 새로운 영화에 출연하지 않았지만, 오드리 헵번은 그해 골든글로브 '세계가 사랑하는 영화배우'상을 수상했다. 이미 헐리우드 최고의 흥행 배우 중 한 명으로 자리매김한 그녀는 그 후로도 성공적인 영화들에 연이어 출연했다. 대표적으로는 헨리 폰다와 당시 남편 멜 페러와 함께 출연한 《전쟁과 평화》(1956)에서 나타샤 로스토바 역을 맡아 BAFTA와 골든글로브 후보에 올랐다. 이 작품은 톨스토이의 동명 소설을 나폴레옹 전쟁 시기를 배경으로 각색한 영화였다.

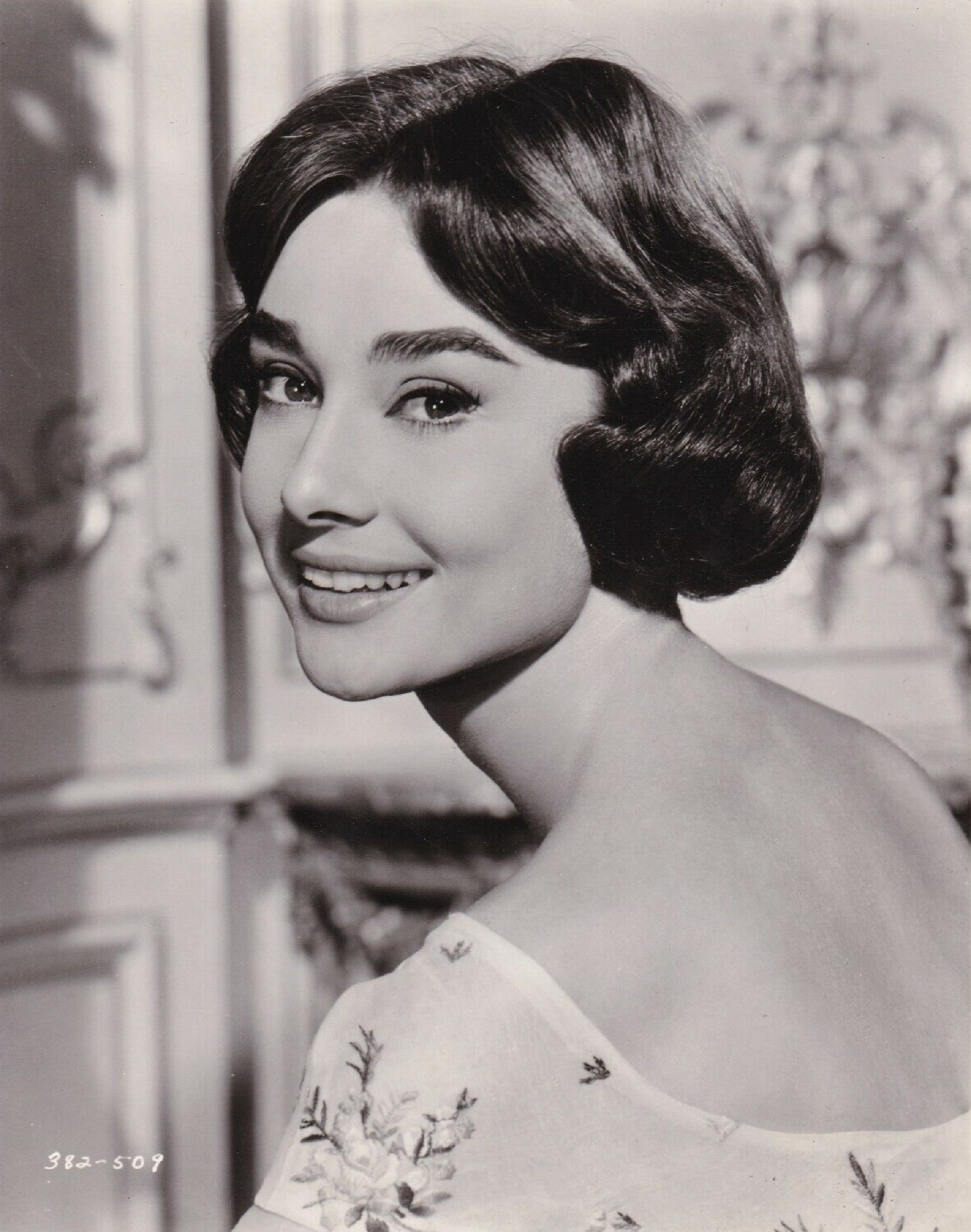
《하오의 연정》(1957) 홍보 사진

이듬해인 1957년 헵번은 그녀의 첫 뮤지컬 영화 《파니 페이스》에 출연해 댄스 실력을 선보였다. 이 영화에서 프레드 아스테어가 연기한 패션 사진가는 서점에서 일하는 비트니크풍 점원(헵번 분)을 우연히 발굴하고, 그녀는 파리로의 여행을 계기로 화려한 모델로 변신한다. 같은 해, 헵번은 게리 쿠퍼, 모리스 슈발리에와 함께 로맨틱 코미디 영화 《하오의 연정》에도 출연했다.
1959년 헵번은 영화 《파계》에서 루크 수녀 역을 맡아 깊은 내면 연기를 선보였다. 이 작품은 한 여성이 수녀로서 살아가며 겪는 내적 갈등을 중심으로 전개되며, 그녀에게 세 번째 아카데미상 후보 지명과 두 번째 BAFTA 수상을 안겨주었다. 버라이어티는 "헵번이 지금까지 맡은 역할 중 가장 도전적인 배역이었으며, 최고의 연기를 보여주었다"고 평가했고, Films in Review의 헨리 하트는 “그녀가 단순히 세련된 소녀/여인의 상징이라는 편견을 완전히 불식시킨 연기"라며, "루크 수녀 역은 영화사에 남을 명연기"라고 극찬했다. 헵번은 이 배역을 위해 1년간 철저한 조사와 준비 과정을 거쳤으며, "지금까지 맡은 어떤 영화보다도 더 많은 시간과 에너지, 생각을 쏟았다"고 회고했다.
《파계》 이후, 그녀는 같은 해 앤서니 퍼킨스와 함께 출연한 로맨틱 어드벤처 영화 《그린 맨션》에서 정글 속 소녀 리마 역을 맡았으나, 반응은 다소 미온적이었다. 이어서 출연한 유일한 서부극 《더 언포기븐》(1960)에서는 버트 랭커스터, 릴리언 기쉬와 함께 출연했으며, 이 작품은 아메리카 원주민에 대한 인종차별을 다룬 내용을 중심으로 전개되었다.

### 《티파니에서 아침을》과 지속적인 성공

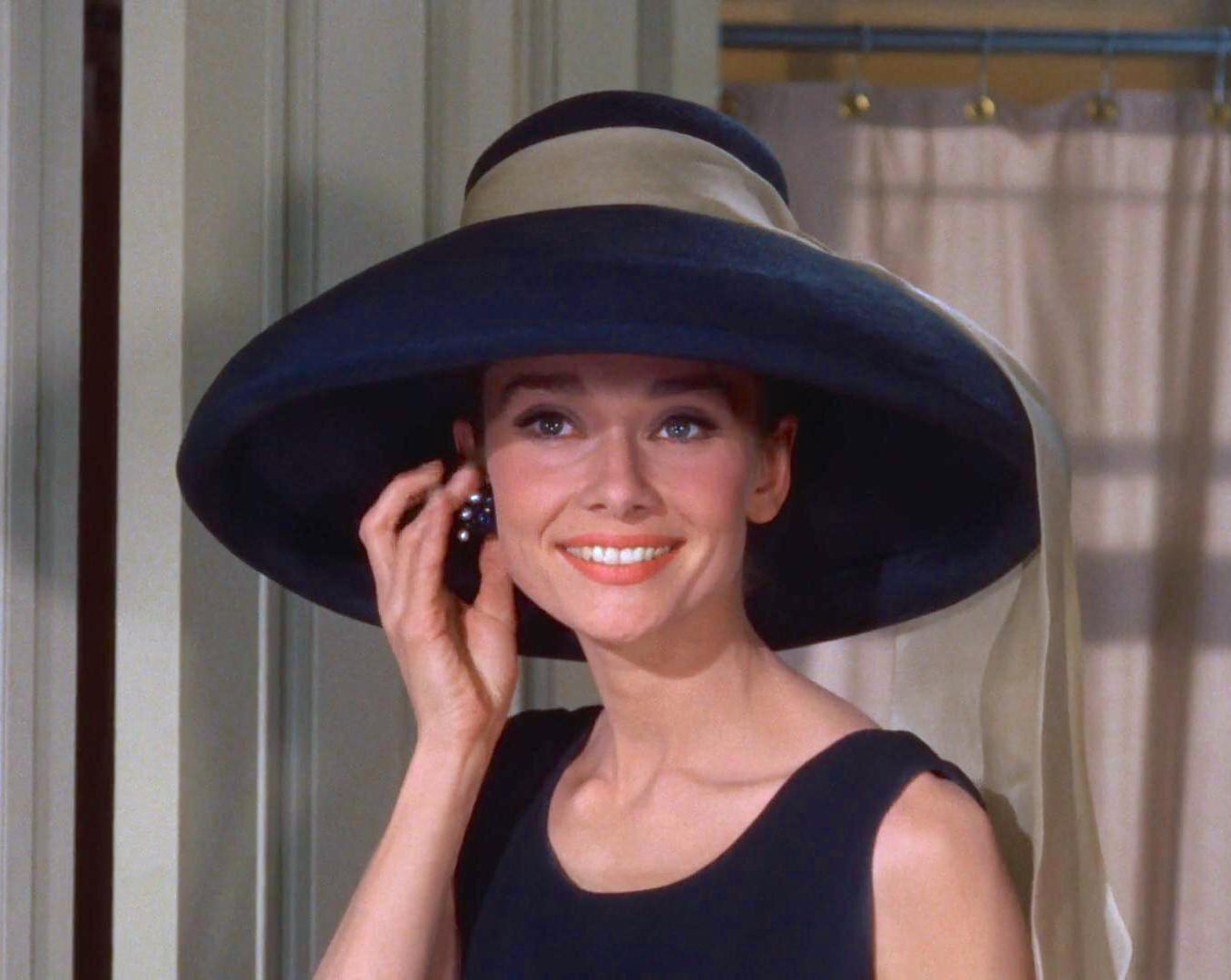
헵번이 《티파니에서 아침을》(1961)에서 홀리 골라이틀리 역을 맡은 모습

헵번은 다음 작품으로 블레이크 에드워즈 감독의 영화 《티파니에서 아침을》에 출연하여 뉴욕의 여성 ‘홀리 고라이틀리’ 역을 맡았다. 이 영화는 트루먼 커포티의 동명 중편소설을 느슨하게 각색한 작품이었다. 커포티는 영화화를 위해 원작의 이야기가 지나치게 순화된 데 대해 불만을 표했고, 주인공 역할에는 마릴린 먼로가 더 어울린다고 생각했지만, 동시에 “헵번은 훌륭하게 해냈다”고 인정하였다.
이 역할은 미국 영화사에서 가장 널리 알려진 캐릭터 중 하나로 평가되며, 헵번의 대표작으로 손꼽힌다. 영화 도입부에서 그녀가 입은 검은 드레스는 20세기의 패션 아이콘으로 불리며, 역대 가장 유명한 ‘리틀 블랙 드레스’로 여겨지고 있다.
헵번은 이 역할을 자신의 경력 중 “가장 재즈풍의 캐릭터”라고 표현하면서도, “나는 내성적인 성격이라 외향적인 여성을 연기하는 것은 내가 한 일 중 가장 어려운 일이었다”고 고백했다. 이 작품으로 그녀는 아카데미 여우주연상 후보에 다시 올랐다.
같은 해, 헵번은 윌리엄 와일러 감독의 드라마 《아이들의 시간》에도 출연하였다. 이 작품에서 그녀는 셜리 맥클레인과 함께 여교사 역할을 맡았으며, 두 사람은 학생 두 명으로부터 동성애자라는 누명을 쓰고 인생이 파괴되는 비극적인 인물들을 연기하였다.
《뉴욕 타임스》의 보슬리 크로더는 이 작품에 대해 “전체적으로 연기가 그다지 뛰어나지는 않지만”, 헵번만큼은 “섬세하고 순수한 인물로서 절제된 주제를 잘 표현했다”고 평하였다. 《버라이어티》지 또한 헵번의 “부드러운 감성, 훌륭한 표현력, 절제된 감정 연기”를 호평하며, “헵번과 맥클레인은 서로를 아름답게 보완해준다”고 극찬하였다.
헵번은 이후 1963년, 케리 그랜트와 함께 출연한 코믹 스릴러 영화 《샤레이드》에서 주연을 맡았다. 그녀는 살해된 남편이 훔친 재산을 노리는 여러 남성들로부터 쫓기는 젊은 미망인 역을 연기하였다. 당시 59세였던 케리 그랜트는 자신보다 25세 어린 헵번(당시 34세)과의 로맨스 설정에 민감했고, 그로 인해 불편함을 느꼈다. 이를 고려한 제작진은 각본을 수정하여, 헵번의 캐릭터가 그랜트의 캐릭터를 먼저 적극적으로 구애하는 설정으로 바꾸었다.
결과적으로 영화 촬영은 그랜트에게 긍정적인 경험이 되었으며, 그는 "크리스마스 선물로 오드리 헵번과 다시 영화를 찍고 싶다"고 말하기도 했다. 이 작품으로 헵번은 세 번째이자 마지막으로 경쟁 부문에서 BAFTA 여우주연상을 수상하였고, 골든 글로브 여우주연상 후보에도 올랐다. 그러나 《뉴욕 타임스》의 평론가 보슬리 크로더는 그녀의 연기에 대해 호평을 아끼며 “헵번은 값비싼 지방시 의상을 입고 ‘얼마나 엉뚱할 수 있나’를 보여주는 분위기에 기꺼이 동참했을 뿐”이라고 평하였다.

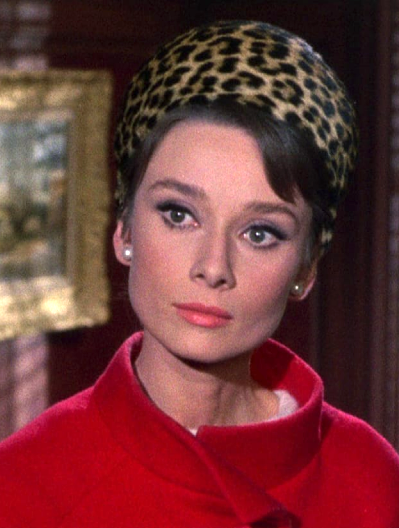
헵번이 《샤레이드》(1963)에서 출연한 모습

한편, 《샤레이드》 이전인 1962년 여름에 이미 촬영이 시작되었으나, 그보다 뒤늦게 개봉된 영화 《파리의 연인》에서는 《사브리나》의 상대역 윌리엄 홀든과 다시 호흡을 맞추었다. 이 작품은 할리우드 각본가의 비서를 맡은 헵번이 작가의 창작 의욕을 북돋기 위해 다양한 환상 속 줄거리를 함께 연기하는 설정의 스크루볼 코미디였다.
그러나 제작은 순탄치 않았다. 윌리엄 홀든은 이미 결혼한 헵번과의 옛 로맨스를 되살리려 했으나 실패했고, 알코올 중독 증세로 인해 연기력에도 문제가 생기기 시작했다. 촬영이 시작된 후, 헵번은 일일 촬영본에서 자신이 잘 나오지 않는다고 판단하여 촬영감독 클로드 르누아르의 교체를 요구하였다. 그녀는 또 미신적인 이유로, 행운의 숫자인 55번 분장실을 고집하였으며, 오랜 디자이너인 위베르 드 지방시에게 영화 속 향수 디자인에 대한 크레딧을 부여할 것을 요구하기도 했다.
이 영화는 1964년 4월 개봉 당시 《버라이어티》지로부터 “마시멜로 같은 허무맹랑한 작품”이라는 혹평을 받았으며, 전반적으로 비평가들로부터 외면을 받았다. 그러나 헵번의 연기에 대해서는 보다 호의적인 평가가 이어졌으며, “과장된 곡선미의 시대 속에서 신선하고 개성적인 존재”라는 평을 받았다.
헵번의 1964년 두 번째 작품은 조지 큐커 감독이 연출한 뮤지컬 영화 《마이 페어 레이디》로, 10월에 초연되었다. 《사운드스테이지》는 이 영화에 대해 "《바람과 함께 사라지다》 이후로 이토록 보편적인 흥분을 불러일으킨 영화는 없었다”고 평했다.
그러나 런던 코크니(하층민) 출신의 꽃 파는 소녀 '엘라이자 둘리틀' 역에 헵번이 캐스팅된 것은 논란의 대상이 되었다. 무대 원작에서 해당 배역을 처음 연기했던 줄리 앤드루스는 영화판에는 캐스팅되지 않았는데, 이는 제작자 잭 L. 워너가 헵번을 더 흥행성이 있는 배우로 판단했기 때문이었다. 헵번은 처음에 줄리 앤드루스에게 이 배역을 양보하길 원했으나, 결국 본인이 출연하기로 했다.
갈등은 여기서 그치지 않았다. 헵번은 이전 작품 《Funny Face》에서 노래한 바 있으며 《마이 페어 레이디》를 위해서도 상당한 성악 훈련을 받았으나, 제작진은 그녀의 목소리 대신 성악가 마니 닉슨의 목소리를 더 적합하다고 판단하여 노래 부분을 더빙하였다. 이 결정에 헵번은 처음에는 충격을 받고 분장실을 떠나기도 했다.
그럼에도 불구하고 헵번의 연기는 비평가들로부터 찬사를 받았다. 《뉴욕 타임스》의 보슬리 크로더는 “《마이 페어 레이디》에서 가장 기쁜 점은, 잭 워너가 헵번을 주연으로 발탁한 선택이 훌륭하게 정당화되었다는 사실”이라고 평가했다. 《사운드스테이지》의 진 링골드도 “오드리 헵번은 위대하다. 그녀야말로 시대를 초월한 엘라이자”라고 극찬했으며, “줄리 앤드루스가 출연하지 않는다면, 오드리 헵번은 완벽한 선택이었다는 데 모두가 동의했다”고 덧붙였다. 《타임》지 평론가는 그녀의 연기에 대해 “우아하고 매혹적인 연기”였으며, “그녀의 경력 중 최고의 연기”라고 평가했다.
한편 줄리 앤드루스는 같은 해 《메리 포핀스》로 아카데미 여우주연상을 수상하였고, 헵번은 이 작품으로 골든 글로브상과 뉴욕 비평가협회상 여우주연상 후보에 올랐다.
이후 헵번은 다양한 장르의 작품에 출연하였다. 1966년에는 코미디 범죄 영화 《백만장자 사기극》에 출연하여, 위작으로 가득한 예술품 컬렉션을 소장한 부친을 돕는 딸 역을 맡았다. 피터 오툴이 조력자로 등장하며 유쾌한 케미를 보여주었다.
1967년에는 두 편의 영화에 출연하였다. 첫 번째는 영국의 실험적 드라마 코미디 《투 포 더 로드》로, 한 부부의 혼란스러운 결혼생활을 비선형적으로 따라가는 작품이었다. 감독 스탠리 도넌은 “헵번이 그 어느 때보다도 자유롭고 행복해 보였다”고 말하며, 이는 상대역 앨버트 피니의 영향이었다고 평가했다.
두 번째 작품은 스릴러 《어둠 속에 벨이 울릴 때》로, 헵번은 공포에 시달리는 시각장애 여성 역을 연기하며 폭넓은 연기력을 선보였다. 이 작품은 그녀가 남편 멜 페러와 이혼 직전에 촬영한 영화로, 페러가 이 영화의 프로듀서였기에 촬영 환경은 헵번에게 상당한 심리적 부담이 되었다. 그녀는 스트레스로 인해 15파운드(약 7kg)를 감량하였으나, 상대 배우 리처드 크레나와 감독 테런스 영으로부터 위로와 지지를 받았다.
이 작품으로 헵번은 생애 다섯 번째이자 마지막으로 아카데미 여우주연상 후보에 올랐다. 《뉴욕 타임스》의 크로더는 “헵번은 깊은 감정선을 가진 역할을 뛰어나게 소화했으며, 변화의 속도와 공포를 드러내는 솜씨는 관객의 공감과 긴장을 유도하며 마지막 장면에서 진정한 존재감을 선사했다”고 평가했다.

### 은퇴와 마지막 작품 활동

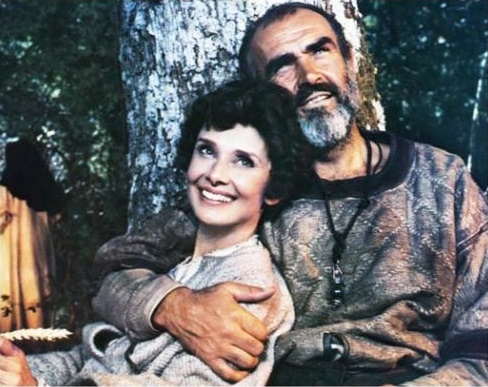
헵번과 숀 코너리가 《로빈과 마리안》(1976)에서 함께한 모습

1967년 이후, 오드리 헵번은 가족과 함께 보내는 시간을 더 중시하기로 하며 연기 활동을 점차 줄이고 간헐적으로만 출연하였다. 그녀는 1976년 시대극 《로빈과 마리안》에서 메이드 마리안 역으로 복귀를 시도하였으며, 로빈 후드 역은 숀 코너리가 맡았다. 이 작품은 중간 정도의 흥행 성과를 거두었다. 영화 평론가 로저 이버트는 헵번과 코너리의 호흡을 높이 평가하며 “코너리와 헵번은 캐릭터에 대해 서로 묵시적인 이해를 나눈 것처럼 보인다. 그들은 빛나고 있다. 정말로 사랑에 빠진 것처럼 보이며, 복잡하고 애정 어린 인물의 내면을 훌륭하게 전달한다. 20년이라는 세월은 이들에게 우아함과 지혜를 더해주었다”고 평하였다.
1979년에는 감독 테런스 영과 재회하여 《블러드라인》에 출연하였고, 벤 가자라, 제임스 메이슨, 로미 슈나이더와 함께 주연으로 나섰다. 이 영화는 국제적인 상류 사회의 음모를 다루는 내용이었으나, 비평과 흥행 양면에서 모두 실패하였다.
헵번이 장편 영화에서 마지막으로 주연을 맡은 작품은 피터 보그다노비치 감독의 1981년 코미디 영화 《그녀들은 모두 웃었다》로, 다시 한 번 벤 가자라와 함께 출연하였다. 그러나 이 영화는 공동 주연이었던 도로시 스트래튼이 촬영 직후 피살당한 사건으로 인해 큰 주목을 받지 못했고, 극히 제한된 개봉에 그쳤다.
이후 6년이 지난 1987년 헵번은 텔레비전용 영화 《도둑들 사이의 사랑》에서 로버트 와그너와 공동 주연을 맡아 출연하였다.
헵번의 마지막 영화 출연은 1989년 스티븐 스필버그 감독의 영화 《언제나》에서 천사 역으로 등장한 짧은 카메오였다. 그 후 그녀는 오직 두 편의 예술 관련 프로젝트만을 더 진행하였는데, 두 작품 모두 비평적으로 호평을 받았다.
첫 번째는 PBS의 다큐멘터리 시리즈 《오드리 헵번과 함께하는 세계의 정원들》로, 1990년 봄과 여름 동안 7개국에서 현지 촬영이 이루어졌다. 본편에 앞서 1시간짜리 스페셜 에피소드가 1991년 3월에 방영되었고, 시리즈 본편은 헵번의 장례식이 열리던 [1993년]] 1월 24일 PBS에서 전미 방영을 시작하였다. 헵번은 이 작품의 꽃의 정원 편으로 1993년 프라임타임 에미상 정보 부문 개인 업적상을 사후 수상하였다.
두 번째는 1992년에 녹음한 낭독 음반 《오드리 헵번의 마법 같은 이야기들》로, 고전 아동 문학 작품들을 그녀의 목소리로 읽어 들려주는 콘텐츠였다. 이 음반으로 헵번은 사후에 그래미상 ‘아동 부문 최우수 낭독 앨범’을 수상하였다.

## 후반부

### 다언어 구사 능력
헵번은 모국어인 영어와 네덜란드어 외에도 벨기에에서 학교를 다니며 익힌 프랑스어에 어느 정도 능통하였으며, 독일어, 이탈리아어, 스페인어도 일정 수준으로 구사할 수 있었다.
그녀는 생애 동안 여러 나라에서 거주하였다. 어린 시절에는 벨기에, 영국, 네덜란드에서 자랐고, 성인이 된 이후에는 미국, 이탈리아, 스위스 등지에서 생활하였다. 또한 생애 말기에는 유니세프와 함께한 인도주의 활동의 일환으로 세계 각지를 광범위하게 여행하였다.

### 결혼, 연인 관계, 그리고 자녀
1952년 헵번은 런던 시절부터 알고 지내던 산업가 제임스 핸슨과 약혼하였다. 그녀는 이 만남을 “첫눈에 반한 사랑”이라고 표현했지만, 결혼식 날짜를 정하고 웨딩드레스를 맞춘 후, 결국 결혼이 어려울 것이라는 결정을 내렸다. 서로의 바쁜 경력으로 인해 대부분의 시간을 떨어져 지내야 할 것이기 때문이었다. 헵번은 이에 대한 입장을 공개적으로 밝히며 “제가 결혼을 한다면, 정말로 가정을 꾸리고 싶습니다”라고 말했다.
1950년대 초반에는 훗날 뮤지컬 《헤어》의 제작자가 되는 마이클 버틀러와 교제하기도 하였다.
헵번은 한 칵테일 파티에서 배우 그레고리 펙의 소개로 미국 배우 멜 페러를 처음 만났다. 이 자리에서 헵번은 함께 연극에 출연하자고 제안하였고, 이를 계기로 두 사람은 《온딘》이라는 작품에서 공동 출연하게 되었으며, 연인 관계로 발전하였다. 8개월 후인 1954년 9월 25일 두 사람은 스위스 뷔르겐슈토크에서 결혼식을 올렸다. 당시 그들은 영화 《전쟁과 평화》에 함께 출연할 준비를 하고 있었다.
헵번과 페러 사이에는 아들 숀 헵번 페러가 1960년 6월 17일에 태어났다. 숀을 낳기 전 헵번은 두 차례 유산을 경험했으며, 그 중 한 번은 임신 6개월 만에 유산이었다. 페러는 지나치게 통제적인 성향이라는 평을 받았고, 일부 사람들은 그를 헵번의 ‘스벤갈리'라고 부르기도 했으나, 헵번은 이러한 평에 웃어넘겼다. 배우 윌리엄 홀든은 이에 대해 “나는 오드리가 멜이 자기를 지배한다고 믿게 두는 것뿐이라고 생각한다”고 말한 바 있다. 두 사람은 14년의 결혼 생활 끝에 1968년에 이혼하였다.
헵번은 1960년 영화 활동을 줄이고 첫 아들 숀이 태어난 스위스에서 생활하기로 결심하고 정착하였다. 집을 찾을 당시, 그녀는 아들이 학교에서 독일어를 배우지 않게 하려고 독일어권이 아닌 스위스 프랑스어 사용 지역인 로망디에 관심을 두었다. 그 결과 보주의 토로슈나라는 시골 마을에 위치한 21개 방이 있는 시골 저택 ‘라 페지블’을 구입하였다. 외부로부터 차단된 높은 담장과 넓은 텃밭을 가진 이 집은 사생활을 중시했던 그녀의 성향에 잘 맞았고, 헵번은 텃밭에서 나는 채소로 요리하는 것을 즐겼다.
1968년 6월, 헵번은 친구들과 함께 떠난 지중해 크루즈 여행에서 이탈리아 정신과 의사 안드레아 도티를 만나게 되었다. 그녀는 다시 아이를 갖고 싶었으며, 배우 활동도 줄일 계획이었다. 두 사람은 1969년 1월 18일에 결혼하였고, 다음 해인 1970년 2월 8일 아들 루카 안드레아 도티를 낳았다. 헵번은 루카를 임신한 1969년에는 더욱 조심스러운 태도를 보였으며, 오랜 기간 안정을 취한 후 제왕절개로 출산하였다. 그러나 1974년에는 또 한 차례 유산을 겪었다.
헵번과 도티는 서로에게 충실하지 못했다. 도티는 젊은 여성들과의 외도를 이어갔고, 헵번 또한 1979년 《블러드라인》 촬영 중이던 시기에 배우 벤 가자라와 관계를 가졌던 것으로 알려졌다. 두 사람의 결혼 생활은 12년간 이어졌으며, 1982년에 공식적으로 이혼하였다.
1980년부터 사망한 1993년까지 헵번은 네덜란드 배우 로버트 월더스와 연인 관계를 유지하였다. 월더스는 배우 머렐 오베론의 남편이었던 인물로, 헵번은 두 번째 결혼 말기에 친구의 소개로 그를 알게 되었다. 헵번은 1989년 인터뷰에서 월더스와 함께한 9년을 “인생에서 가장 행복했던 시기”라고 회고하며, “공식적이지 않을 뿐, 우리는 결혼한 것이나 다름없다”고 밝혔다.

### 병환의 죽음

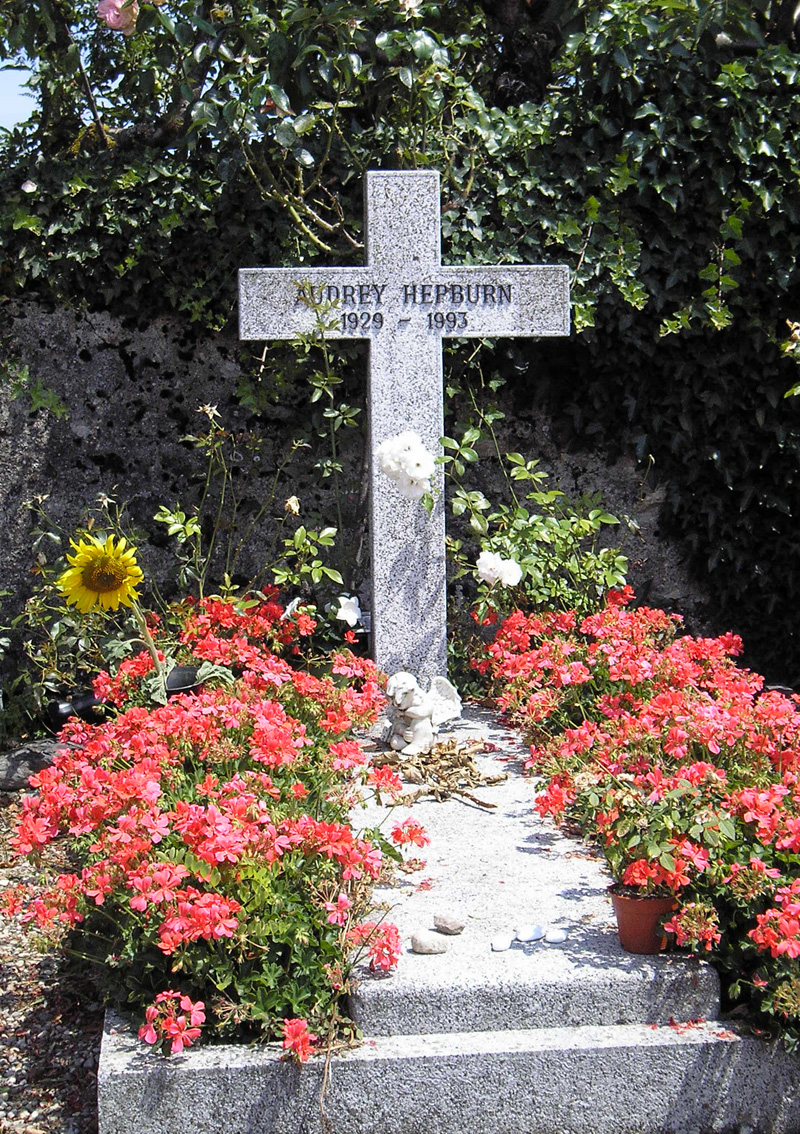
스위스 톨로슈나에 있는 오드리 헵번의 묘지.

1992년 9월 말, 소말리아에서 스위스로 돌아온 헵번은 복부 통증을 호소하였다. 스위스에서 받은 초기 검사에서는 명확한 결과가 나오지 않았고, 결국 11월 초 미국 로스앤젤레스의 시더스 사이나이 메디컬 센터에서 시행된 복강경 검사 결과, 복막 가성점액종이라는 희귀한 형태의 복부암이 진단되었다. 이 암은 수년에 걸쳐 서서히 성장해왔으며, 그녀의 소장을 얇게 덮는 형태로 전이된 상태였다. 헵번은 수술을 받은 후 항암 치료를 시작하였다.
이후 헵번과 가족은 마지막 크리스마스를 보내기 위해 스위스 자택으로 돌아갔다. 당시 수술 회복 중이던 그녀는 일반 항공편으로 여행할 수 없는 상태였고, 오랜 친구였던 패션 디자이너 위베르 드 지방시는 사교계 명사 레이첼 램버트 "버니" 멜론에게 부탁해 그녀의 개인 전용기 걸프스트림에 꽃을 가득 실어 헵번을 로스앤젤레스에서 제네바로 데려올 수 있도록 배려하였다.
헵번은 스위스 보 주 토로셰나즈의 자택에서 호스피스 치료를 받으며 여생을 보냈다. 상태가 비교적 나은 날에는 정원을 산책할 수 있었지만, 점차 침대에 누워 지내는 시간이 많아졌다.
1993년 1월 20일 저녁, 헵번은 자택에서 평온하게 잠든 채 생을 마감하였다. 향년 63세였다. 그녀의 사망 후, 배우 그레고리 펙은 라빈드라나트 타고르의 시 〈끝없는 사랑〉을 낭송하며 헵번을 추모하는 영상을 녹화하였다.
장례식은 1993년 1월 24일, 그녀가 거주하던 토로셰나즈의 마을 교회에서 거행되었다. 장례를 집전한 인물은 1960년 헵번과 멜 페러의 결혼식, 그리고 아들 숀의 세례를 맡았던 모리스 아인데기 목사였다. 유니세프의 사드루딘 아가 칸 왕자가 추도사를 낭독하였다.
장례식에는 그녀의 두 아들 숀과 루카, 연인 로버트 월더스, 이복형 이안 콰를레스 판 우포르트, 전 남편 안드레아 도티와 멜 페러, 지방시, 유니세프 관계자, 배우 알랭 들롱, 로저 무어 등 가족과 지인들이 참석하였다. 그레고리 펙, 엘리자베스 테일러, 네덜란드 왕실 등도 화환을 보내며 조의를 표했다. 같은 날, 헵번은 토로셰나즈 공동묘지에 안장되었다.

## 출연 작품
| 연도 | 작품                 | 원제                       | 배역                    | 비고 |
| ---- | -------------------- | -------------------------- | ----------------------- | --- |
| 1948 | 더치 인 세븐 레슨    | Nederlands in zeven lessen | 승무원                  | |
| 1951 | 한 야생 귀리         | One Wild Oat               | 예쁜 호텔 응답원        | |
| 1951 | 천국에서의 웃음      | Laughter in Paradise       | 담배 파는 소녀          | |
| 1951 | 라벤더 힐 몹         | The Lavender Hill Mob      | 치키타                  | |
| 1951 | 젊은 아내들의 이야기 | Young Wives' Tale          | 이브 레스터             | |
| 1951 | 몬테 카를로 베이비   | Nous irons à Monte Carlo   | 멜리사 패럴             | |
| 1952 | 비밀스런 사람들      | Secret People              | 노라                    | |
| 1953 | 로마의 휴일          | Roman Holiday              | 앤 공주                 | 아카데미 여우주연상 수상 골든글로브 여우주연상 드라마 부문 수상 BAFTA 여우주연상 수상 뉴욕 비평가 협회 여우주연상 수상 |
| 1953 | 몬테 카를로 베이비   | Monte Carlo Baby           | 린다 패럴 / 멜리사 패럴 | |
| 1954 | 사브리나             | Sabrina                    | 사브리나 페어차일드     | 아카데미 여우주연상 후보 BAFTA 여우주연상 후보 뉴욕 비평가 협회 여우주연상 후보                                        |
| 1956 | 전쟁과 평화          | War and Peace              | 나타샤 로스토프         | 골든글로브 여우주연상 드라마 부문 후보 BAFTA 여우주연상 후보 뉴욕 비평가 협회 여우주연상 후보                          |
| 1957 | 화니 페이스          | Funny Face                 | 조 스톡튼               | |
| 1957 | 하오의 연정          | Love in Afternoon          | 아리안 샤바스           | 골든글로브 여우주연상 코미디·뮤지컬 부문 후보                                                                          |
| 1959 | 그린 멘션            | Green Mansions             | 리마                    | |
| 1959 | 파계                 | The Nun's Story            | 루스 수녀               | BAFTA 여우주연상 수상 뉴욕 비평가 협회 여우주연상 수상 아카데미 여우주연상 후보 골든글로브 여우주연상 드라마 부문 후보 |
| 1960 | 용서받지 못한 자     | The Unforgiven             | 레이첼 재커리           | |
| 1961 | 티파니에서 아침을    | Breakfast at Tiffany's     | 홀리 골라이틀리         | 아카데미 여우주연상 후보 골든글로브 여우주연상 코미디·뮤지컬 부문 후보                                                 |
| 1961 | 아이들의 시간        | The Children's Hour        | 카렌 라이트             | |
| 1963 | 셔레이드             | Charade                    | 레지나 램퍼트           | BAFTA 여우주연상 수상 골든글로브 여우주연상 코미디·뮤지컬 부문 후보                                                    |
| 1964 | 뜨거운 포옹          | Paris - When It Sizzles    | 가브리엘 심슨           | |
| 1964 | 마이 페어 레이디     | My Fair Lady               | 일라이자 둘리틀         | 골든글로브 여우주연상 코미디·뮤지컬 부문 후보 뉴욕 비평가 협회 여우주연상 후보                                         |
| 1966 | 백만 달러의 사랑     | How to Steal a Million     | 니콜                    | |
| 1967 | 언제나 둘이서        | Two for the Road           | 조안나 월리스           | 골든글로브 여우주연상 코미디·뮤지컬 부문 후보                                                                          |
| 1967 | 어두워질 때까지      | Wait Until Dark            | 수지 헨드릭스           | 아카데미 여우주연상 후보 골든글로브 여우주연상 드라마 부문 후보                                                        |
| 1976 | 로빈과 마리안        | Robin and Marian           | 하녀 마리안             | |
| 1979 | 혈선                 | Bloodline                  | 엘리자베스 로프         | |
| 1981 | 뉴욕의 연인들        | They All Laughed           | 안젤라 니오테스         | |
| 1989 | 영혼은 그대 곁에     | Always                     | 햅                      | |

## 수상 경력
- 1953년 제19회 뉴욕비평가협회상 여우주연상
- 1954년 제11회 골든글로브시상식 드라마부문 여우주연상
- 1954년 제7회 영국아카데미시상식 여우주연상
- 1954년 제26회 아카데미시상식 여우주연상
- 1954년 제8회 토니상 연극부문 여우주연상
- 1955년 제12회 골든글로브시상식 여자인기상
- 1959년 제25회 뉴욕비평가협회상 여우주연상
- 1959년 제7회 산세바스찬국제영화제 여우주연상
- 1960년 제13회 영국아카데미시상식 여우주연상
- 1965년 제18회 영국아카데미시상식 여우주연상
- 1968년 제22회 토니상 특별상
- 1990년 제47회 골든글로브시상식 평생공로상
- 1992년 제45회 영국아카데미시상식 평생공로상
- 1993년 미국배우조합협회 평생공로상
- 1993년 제65회 아카데미시상식 진 허숄트 박애상

## 가족
- 아버지 조지프 앤서니 러스턴, 어머니 엘라 헴스트라
- 자녀 숀 헵번 퍼레어를 포함한 2명

## 같이 보기
- 그래미상, 아카데미상, 에미상, 토니상 수상자 목록
- 소피아 (로봇)